# 森富美
森 富美（もり ふみ、1973年11月21日 - ）は、日本テレビのエグゼクティブアナウンサー。

## 来歴・人物
大阪府和泉市出身。和泉市立光明台中学校、大阪府立三国丘高等学校、大阪大学文学部国文学専攻卒業。
- 水泳、風呂、水仕事、本屋好き。赤ちゃんをあやすのが得意で、保育士資格を所持。[2]
- 「ミス日本」の第26回（1994年度）『ミス日本』受賞[3]。
- 2002年3月、『ザ・ワイド』を担当する読売テレビのディレクター（当時）と結婚。結婚6年目の2008年5月、第1子を妊娠したことが分かった。同年10月1日より産休に入り同年10月27日に第1子（長男）を出産[4]。

## 出演
太字は、現在出演中

### 日本テレビアナウンサー
- 踊る!さんま御殿!!（1997年10月 - 2008年9月、2010年4月 - ） - ナレーション
- あさ天5
- ぐるぐるナインティナイン（クイズぬいぐるみの中からこんにちは!の司会進行）
- とんねるずの生でダラダラいかせて!!
- ジパングあさ6（永井美奈子夏休みの際の代打）
- ザ・ワイド（読売テレビ・日本テレビ共同制作、1999年4月 - 2007年9月）[5] - 3代目女性司会
- 嗚呼!バラ色の珍生!!（1999年10月 - 2001年3月） - 5代目アシスタント
- インディウォーズ - ナレーション
- 今田ハウジング - ナレーション
- 太田光の私が総理大臣になったら…秘書田中。（2006年4月 - 2008年9月、2010年4月 - 最終回） - 議長（事実上の進行役）
- スポ天ワイド（日テレNEWS24、2007年10月以降）
- NNNストレイトニュース - キャスター
  - 土曜担当（2007年10月13日 - 2008年9月20日、2024年4月6日 - ）
  - 豊田順子の代理（2010年10月14日・15日、2014年12月27日・28日）
  - 山下美穂子の代理（2011年2月19日）
  - 平日担当（2011年4月4日 - 2018年9月28日）
  - 月 - 水曜担当（2018年10月1日 - 2019年9月25日）
  - 後藤晴菜の代理（2019年6月28日・9月20日、2020年1月10日・3月6日）
  - 水・木曜担当（2019年10月2日 - 2020年4月9日、2020年6月17日 - 2021年3月25日）
  - 矢島学と共に隔週担当（2020年4月13日 - 6月12日）[6]
  - 木曜担当（2021年4月1日 - 2023年6月1日）
  - 郡司恭子の代理（2021年5月5日・6月30日・11月24日、2022年5月4日、2023年6月22日・7月27日・9月7日・10月5日・11月30日）
  - 杉野真実の代理（2021年10月29日）
  - 金曜担当（2023年6月9日 - 2024年3月29日）
  - 後呂有紗の代理（2023年6月28日・11月22日）
  - 佐藤真知子の代理（2024年4月9日）
- 汐留イベント部（2007年11月14日 - 2008年9月24日） - 4代目部次長
- 天才!!カンパニー（2008年4月5日 - 9月27日） - 所長
- NNNニュースプラス1・サタデー→NNN Newsリアルタイムサタデー - 鷹西美佳→豊田順子休演時の代理キャスター
- 週末のシンデレラ 世界!弾丸トラベラー - オープニングのタイトルコール
- news every.サタデー（2010年4月3日 - 2011年3月26日）[7]
- DON!（2010年9月29日 - 10月1日） - 馬場典子の代理
- よい国のニュース（2010年10月9日 - 2011年3月26日、BS日テレ）
- 情報ライブ ミヤネ屋（読売テレビ制作）- ニュースコーナー担当
  - 豊田順子の代役（2010年10月14日・15日）
  - 木曜担当（2021年4月1日 - 2023年6月1日）
  - 郡司恭子の代役（2021年5月5日・6月30日・11月24日、2022年5月4日、2023年6月22日・7月27日・9月7日・10月5日・11月30日）
  - 杉野真実の代役（2021年10月29日）
  - 金曜担当（2023年6月9日 - 2024年3月29日）
  - 後呂有紗の代役（2023年6月28日・11月22日）
- 恋するダーウィン〜美人進化論〜 - ナレーション
- PON!（2011年4月4日 - 2018年9月27日） -「PON!×NNNストレイトニュース」コーナー
- 芸人報道（2012年1月2日・9日、3月5日）
- ヒルナンデス!
  - 全曜日ニュースコーナー担当（2012年1月6日 - 2018年9月28日）
  - 滝菜月の代理アシスタント（2019年9月13日、2022年1月19日・9月7日）
  - ニュースコーナー代理（2022年5月5日）
  - 火・水曜ニュースコーナー担当（2023年1月10日 - 3月29日）
  - 後呂有紗（ニュースコーナー）の代理（2023年5月18日）
  - 佐藤真知子（ニュースコーナー）の代理（2024年4月9日）
- ZIP!（2012年6月14日・15日）- 馬場典子の代理
- 東京エトワール音楽院（2012年10月4日 - 2013年9月26日） - ナレーション
- 音のソノリティ（2012年10月14日 - ） - ナレーション
- スッキリ
  - ニュースコーナー代理（2014年6月27日、2015年6月5日、2016年8月12日・10月7日・11月4日、2019年6月28日・9月20日、2020年1月10日・3月6日、2021年5月5日・6月30日・10月29日・11月24日、2022年5月4日）[8]
  - 月 - 水曜ニュースコーナー担当（2018年6月4日 - 2019年9月25日）
  - 水・木曜ニュースコーナー担当（2019年10月2日 - 2020年4月9日、2020年6月17日 - 2021年3月25日）
  - 隔週ニュースコーナー担当（2020年4月13日 - 6月12日）[9]
  - 木曜ニュースコーナー担当（2021年4月1日 - 2023年3月30日）
  - 岩田絵里奈の代理[10][11]（2022年8月16日）
- くりぃむしちゅーの歴史新発見 信長59通の手紙を解読せよ!（2015年2月12日）
- キャラオケ18番（2015年4月12日 - 9月27日） - ナレーション
- 得する人損する人 - ナレーション
- 所さんの目がテン!（不定期出演、2018年6月3日 - ） - レポーター
- バゲット
  - 月曜隔週レギュラー（2018年10月1日 - 2019年9月）
  - 木曜隔週レギュラー（2019年10月 - 2020年3月）
  - 木曜VTR企画レギュラー（2020年4月 - 2023年3月）
- the SOCIAL（2020年11月13日） - 尾崎里紗の代理
- Oha!4 NEWS LIVE
  - 佐藤真知子の代理（2022年12月26日）
  - 河出奈都美の代理（2023年1月6日）
  - 林田美学の代理（2023年9月6日・13日）
  - 忽滑谷こころの代理（2023年11月15日）
  - 石川みなみの代理（2024年1月4日）
- Going!Sports&News
  - 杉野真実（ニュースコーナー）の代理（2023年2月19日）
  - 杉原凜（ニュースコーナー）の代理（2023年12月9日・23日）
- 上田と女が吠える夜（2023年5月10日、「西の女」回、ゲスト）

### 学生時代
- 歴史街道（朝日放送、1995年）